# Dawid Grodzieński

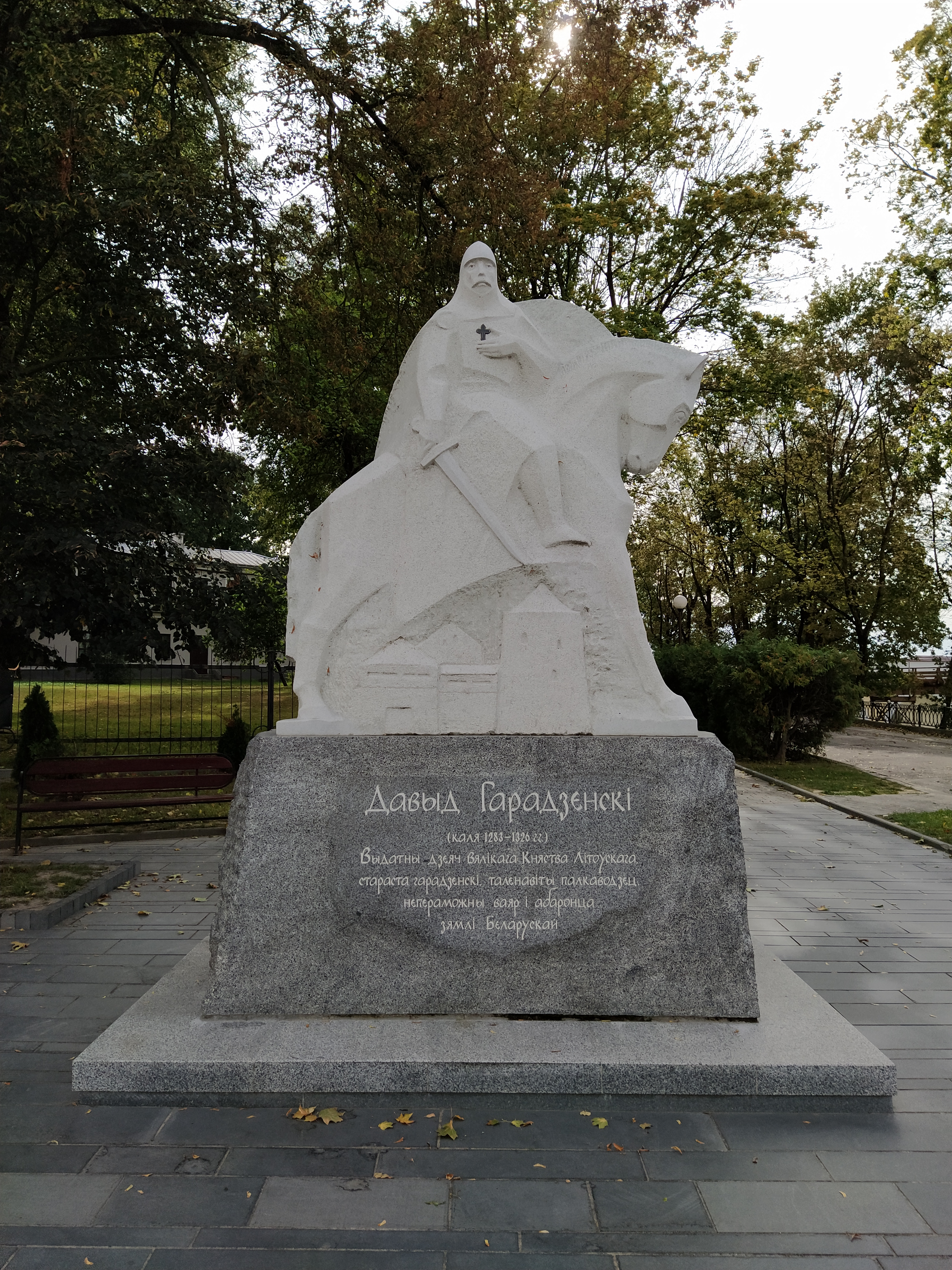
Pomnik kasztelana Dawida pod zamkiem w Grodnie

Dawid Grodzieński, lit. Dovydas Gardiniškis, biał. Давыд Гарадзенскі (także jako: Dawid Dowmontowicz, zm. 1326) – dowódca litewski, starosta Grodna i namiestnik księcia Giedymina w Pskowie.

## Życiorys
Pochodzenie i data urodzenia Dawida są nieznane. W dawnej historiografii pojawiały się informacje, że był synem Dowmunta, ale nie ma na to potwierdzenia w źródłach. Pierwsza wzmianka o nim pochodzi z Kroniki Piotra z Dusburga, informującej, że we wrześniu 1314 roku Dawid pomógł obrońcom oblężonego grodu w Nowogródku podczas najazdu wojsk Zakonu krzyżackiego pod dowództwem komtura Heinricha von Plötzkau, ponieważ zniszczył prowiant zgromadzony przez Krzyżaków i zrabował ich konie, co doprowadziło do dużych strat podczas ich odwrotu do Prus.
Według Piotra z Dusburga w 1319 roku Dawid najechał na czele ośmiuset Litwinów krzyżackie terytorium Wohnsdorf w Natangii i po dokonaniu zniszczeń i pojmaniu jeńców zarządził odwrót, jednak prokurator Tapiewa Ulrich von Drieleben z Friedrichem Quizem zaskoczyli Dawida przy moście, rozbili jego oddział i uwolnili jeńców.
W latach 1322–1323 wspierał Psków w walkach z Zakonem Kawalerów Mieczowych, a następnie od 1323 roku był namiestnikiem wielkiego księcia litewskiego Giedymina w Pskowie.
W 1324 roku określony został przez Piotra z Dusburga starostą grodzieńskim przy okazji opisu najazdu Krzyżaków na jego majątek.
Według Kroniki Jana Długosza w listopadzie 1324 roku najechał na polecenie Giedymina mazowieckie księstwo Siemowita II, w trakcie którego doszło do zniszczenia Pułtuska, wsi położonych na północnym Mazowszu oraz dóbr należących do biskupstwa płockiego biskupa Floriana oraz ziem klasztorów benedyktynów i norbertanek.

Pod tenże sam czas Dawid starosta zamku Grodzieńskiego (Gartin) z rozkazu rzeczonego książęcia Gedymina najechawszy ziemię Mazowiecką, miasteczko Pułtusk (Polthowsko) do biskupa Płockiego należące, i sto trzydzieści wsi okolicznych w dzień Ś. Elżbiety rzezią, łupiestwy i pożogami spustoszył, trzydzieści kościołów parafialnych spalił, i cztery tysiące dusz zabrał w niewolą

W 1326 roku na rozkaz Giedymina starosta grodzieński Dawid na czele 1200 jeźdźców litewskich wsparł oddziały polskiego króla Władysława Łokietka w najeździe na Marchię Brandenburską znajdującą się pod władzą dynastii askańskiej. Sprzymierzone wojska wkroczyły w granice Marchii Brandenburskiej 10 lutego, a następnie spustoszyły terytorium wroga i odzyskały dla Królestwa Polskiego kasztelanię międzyrzecką. Na wracające wojska litewskie napadli Krzyżacy oraz sprzymierzeni z nimi książęta mazowieccy, w wyniku czego w zamachu na Mazowszu został zamordowany Dawid. Powodem zamachu miał być odwet męża za krzywdę dokonaną na jego żonie. Miejsce jego pochówku nie jest znane.